# Hillegom
Hillegom é um município dos Países Baixos, situado na província da Holanda do Sul. Tem 13,47 km² de área e sua população em 2020 foi estimada em 22.210 habitantes.